# Phare du Four du Croisic
Der Phare du Four du Croisic ist ein Leuchtturm (französisch Phare) in der Biskaya. Er bezeichnet die Gezeiteninsel Plateau du Four bei der Ansteuerung der Loire.

## Beschreibung
Anfang des 19. Jahrhunderts begründete Napoleon Bonaparte das System der Seezeichen in Frankreich. Zwei Seezeichen wurden daraufhin für die Ansteuerung der Loiremündung gebaut. Im Norden wurde ab 1819 der Le-Four-Leuchtturm als erster französischer Leuchtturm im offenen Meer errichtet. 1822 wurde das Feuer im Turm entzündet, als erstes Feuer in diesem Küstenabschnitt. Im Süden wurde er bald durch einen 1827 bis 1828 erbauten Phare du Pilier ergänzt.
Der Le-Four-Leuchtturm steht auf der Gezeiteninsel Plateau du Four, etwa 3,6 Seemeilen (ca. 6,6 Kilometer) westlich der Küste von Le Croisic. Der anfangs 17 m hohe Turm wurde 1846 um 6 m erhöht und hat jetzt eine Feuerhöhe von 23 m. Der Turm fällt durch seine auffällige Bemalung mit breiten diagonalen schwarz-weißen Streifen auf.
Für das Feuer wurde zunächst pflanzliches Öl verwendet, ab 1875 wurde Mineralöl benutzt, ab 1904 Öldampf. Am 12. Oktober 1983 wurde der Leuchtturm auf automatischen Betrieb umgestellt. Die Kennung besteht aus einem weißen Blitz mit einer Wiederkehr von 5 Sekunden (Fl.W.5s). Die Tragweite beträgt 18 Seemeilen (ca. 33 Kilometer).
Der Leuchtturm ist in Frankreich als architektonisches Erbe anerkannt (etablissement de signalisation maritime Nr. 845/000, etwa: maritime Signaleinrichtung).